# The Streetparade Mix
Albums de DJ Mind-X, DJ Snowman
Friendship
(1997)
The Streetparade Mix est une compilation de DJ Mind-X et de DJ Snowman, sortie en 1996.
Il s'agit du premier album de DJ Mind-X, qui le fit connaître au public[réf. souhaitée].
| 1.    | Blue World Dream       | Sea Squad          | 5:06 |
| 2.    | So Deep So Precious    | T.S. Project       | 2:35 |
| 3.    | Cyberworld             | X-ite              | 4:10 |
| 4.    | Trance Line            | Committee          | 3:12 |
| 5.    | Nocturna               | Vince G. Jefferson | 4:23 |
| 6.    | Bambu                  | Marco Bailey       | 5:02 |
| 7.    | Believer               | DJ Energy          | 4:15 |
| 8.    | Overload               | Gary D.            | 4:21 |
| 9.    | Latex Dreams           | DJ Snowman         | 1:59 |
| 10.   | Voices                 | Sequel Bass        | 4:53 |
| 11.   | Vibrations             | Airtribe           | 4:34 |
| 12.   | News                   | Demolition         | 3:26 |
| 13.   | Magie Der Töne         | Uranus             | 3:30 |
| 14.   | Till We Meet Again     | Frank-E & Mars-L   | 3:06 |
| 15.   | Metronom               | Cocooma            | 5:23 |
| 16.   | Kinetic Pressure       | Gary D.            | 2:55 |
| 17.   | Energetic              | Cocooma            | 3:39 |
| 18.   | This Is Not A Game     | B-Voice            | 5:26 |
| 19.   | Eternity (Titre bonus) | B-Voice            | 6:25 |
| 78:20 |                        |                    |      |